# Sarah Burns
Sarah Burns (Long Island, 25 de julio de 1981) es una actriz de cine y televisión y comediante estadounidense, más conocida por interpretar a Krista en la serie de HBO Enlightened.

## Carrera
Nacida en Long Island, Nueva York, Burns es conocida por sus apariciones en películas de comedia y series de televisión. Sus papeles en el cine incluyen el de la protagonista, Anne, en Slow Learners (2015) junto a Adam Pally, Hailey en I Love You, Man (2009), Harper en Going the Distance (2010) y Janine Groff en Life as We Know It (2010).
En sus apariciones en televisión podemos verla en Damage Control (un episodio; 2005), Flight of the Conchords (un episodio; 2007), Party Down (un episodio; 2010) y Ben y Kate (un episodio; 2012). Fue coprotagonista en el cortometraje Cried Suicide (2010), que fue proyectado en el Festival de cine de Tribeca en 2010. Su cortometraje "The First Step" (2012) fue premiado en el Festival Internacional de Cine de Seattle en 2013.
Apareció como parte del elenco recurrente en la serie de televisión de Comedy Central Drunk History, que se estrenó en julio de 2013. En 2015, Burns fue regular en la segunda temporada de la serie cómica de FX Married.
Burns interpretó a la Ayudante del Fiscal del Distrito Emily Sinclair en la segunda temporada de How to Get Away with Murder; su interpretación en la serie le ha generado importantes elogios.
Burns ha interpretado la comedia de improvisación regularmente en el Upright Citizens Brigade Theatre en Nueva York.
En 2009, Entertainment Weekly la nombró una de las "25 actrices más divertidas de Hollywood". En junio de 2013 Entertainment Weekly nombró a Burns una de las "15 actrices que estamos arraigando" como parte de su "Emmy Watch".